# ENTERGRAM
ENTERGRAM（日語：株式会社エンターグラム）是一家總部位於日本大阪市的電子遊戲開發公司電子遊戲開發商和發行商。

## 歷史
ENTERGRAM前身是日本公司TGL旗下的多媒體事業部，1999年8月5日由TGL全資成立，商業名稱為NSP Engineering（エヌ・エス・ピイエンジニアリング）。2002年11月，商業名稱改為TGL企畫（テイジイエル企画），並在2003年獨立成為TGL的子公司，負責TGL的電子遊戲相關業務。2016年4月5日，商業名稱改為ENTERGRAM。2022年11月22日，ENTERGRAM宣佈在2023年3月31日關閉美少女遊戲品牌戲畫及姊妹品牌。
TGL為擴展海外遊戲業務，成立海外事業部，在韓國和台灣設立分公司。台灣帝技爺如成立於1996年，在韓國TGL成立於1997年。1999年兩家公司都獨立成為子公司。

## 作品列表
- Farland系列
- 戰國美少女系列（1、2）
- 大運動會
- Sword Dancer系列
- EDGE
- Chocolat ～maid cafe "curio"～ Standard Editon（2007年1月26日發售）（PC）
- BALDR FORCE StandardEdition（2007年3月23日發售，PC）
- 青空下的約定 ～melody of the sun and sea～（2007年5月31日發售，PS2，Alchemist製作）
- Parfait ～Chocolat second brew～ Standard Editon（2007年6月29日發售，PC）
- 機甲戰線 EQUILIBRIUM（2007年11月14日，PS2，Alchemist製作）
- 終結的世界與生日（2017年5月11日，PlayStation Vita）
- 陪睡女友～緊緊抱著你～（2019年2月21日，PlayStation 4 / PlayStation Vita / Nintendo Switch）
- Making＊Lovers（2019年7月25日，PlayStation 4 / PlayStation Vita）
- IxSHE Tell（2020年1月30日，PlayStation 4 / PlayStation Vita / Nintendo Switch）
- 玻璃公主與鏡之從者（2022年1月27日，PlayStation 4 / Nintendo Switch）
- 冥契的牧神節（2022年6月23日，PlayStation 4 / Nintendo Switch）
- 戦国†恋姫EX ～COLLECTION～（2021年7月21日，Nintendo Switch）

### 國外代理遊戲
- （勁一番「魔法軍團」）

### hololive合作作品
- 《AQUARIUM。》（2022年）
- 《Okayu喵〜姆！》（2024年）

## 過去的關係人物
過去的製作人
- 下川直哉
- 折戶伸治
- 度會達也
- 山本和枝（Studio e.go!公司創辦人）

過去的遊戲人物設定者
- 瑪俐歐金田
- 菊池政治
- 木村貴宏

## 外部連結
- ENTERGRAM在視覺小說數據庫的頁面（英文）